# Колібі
Колібі (рум. Colibi) — село у повіті Алба в Румунії. Входить до складу комуни Охаба.
Село розташоване на відстані 259 км на північний захід від Бухареста, 16 км на схід від Алба-Юлії, 75 км на південь від Клуж-Напоки.

## Населення
За даними перепису населення 2002 року у селі проживали 64 особи, усі — румуни. Усі жителі села рідною мовою назвали румунську.